# Jorge Adrián Ordaz
Jorge Adrián Ordaz Monroy (Mineral del Monte, Hidalgo, 4 de marzo de 2000) es político y activista mexicano, estudiante de la Licenciatura en Relaciones Internacionales en el Instituto Tecnológico y de Estudios Superiores de Monterrey. Fundó y preside diversas asociaciones civiles en donde destaca El Presente de México A.C. el colectivo de jóvenes políticos más importante de Hidalgo. Durante las elecciones federales de México 2021 fue candidato por el Partido Encuentro Solidario a la diputación federal en el distrito electoral federal 3 de Hidalgo, siendo en estas mismas el candidato a diputado federal de mayoría relativa más joven de todo México. Por su constante lucha por la participación de los jóvenes en la política se le considera como el precursor de la participación política juvenil en Hidalgo.

## Primeros Años
Nació el 4 de marzo de 2000, en la ciudad de Pachuca de Soto, Hidalgo; aunque toda su vida ha residido en el barrio Centro en Mineral del Monte, en el Estado de Hidalgo. Hijo de Demetrio Ordaz Arriaga y G. Fabiola Monroy López ambos empresarios en la industria turística, particularmente en la restaurantera y en la hotelera, al igual que se han desempeñado como destacados filántropos y precursores del turismo en el mismo municipio. Concluyó sus estudios medios superiores en el Tec de Monterrey Campus Hidalgo en 2018, comenzando el mismo año a estudiar la carrera universitaria en el mismo instituto universitario. 

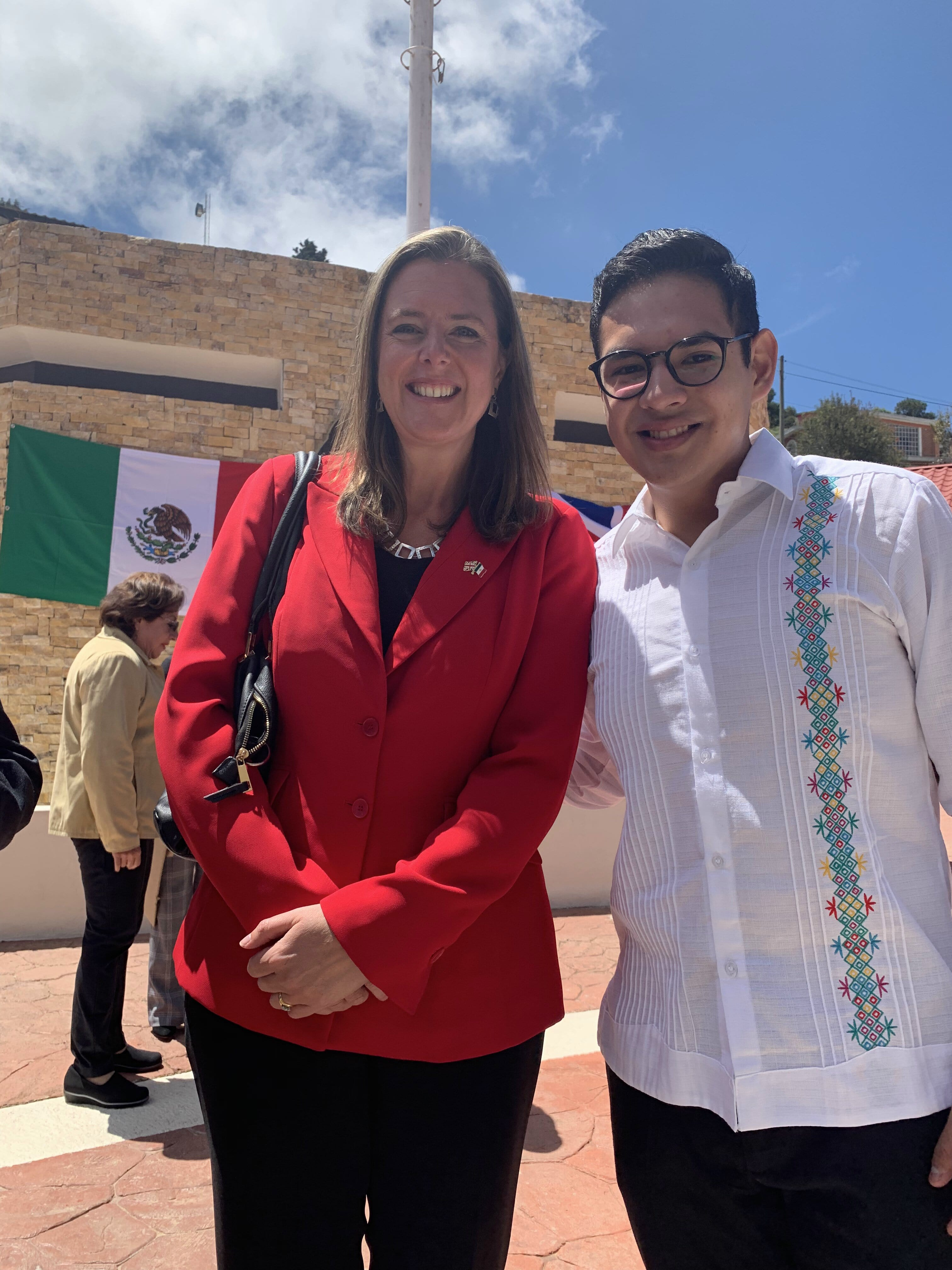
Encuentro de Jorge Adrián Ordaz y la embajadora del Reino Unido Corin Robertson en su visita a Mineral del Monte en 2019

## Trayectoria
Desde muy joven ha sido precursor internacional en fomentar entre las naciones relaciones de amistad, promoción del progreso social, la mejora del nivel de la vida y los derechos humanos ante la Organización de las Naciones Unidas, lo que lo ha llevado a destacar con reconocimientos y diplomas. 
La hermandad entre Mineral del Monte y Cornwall lo ha catapultado a destacar en el ámbito bilateral entre México y Reino Unido permitiéndole convivir, desde su corta edad, con personalidades de alto calce como lo es la Ex-Embajadora de Reino Unido en México Corin Robertson y el Príncipe Carlos de Gales en su visita a México en 2014. 
Su trabajo a nivel diplomático ha sido tan extenso que en 2019 fue invitado de honor de Francisca Méndez Embajadora de México en Emiratos Árabes Unidos en la embajada mexicana ubicada en Abu Dabi.

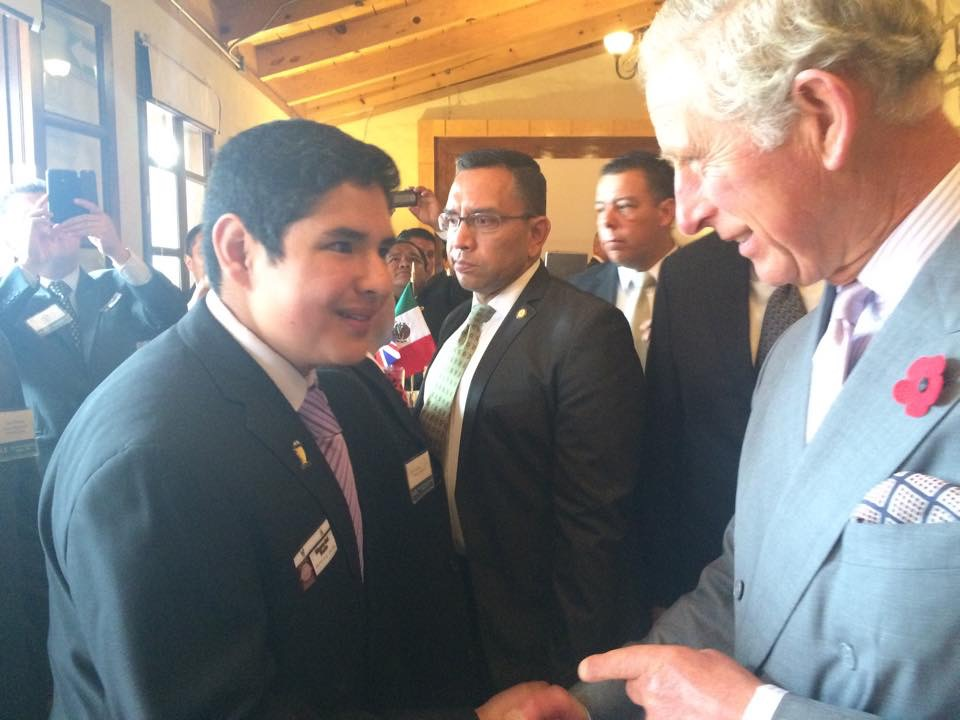
Saludo entre Jorge Adrián Ordaz y Su Alteza Real Carlos, Príncipe de Gales durante su visita a Mineral del Monte en 2014.

Cuenta con un diplomado en Comunicación Política y Campañas Electorales en la Universidad Autónoma Metropolitana unidad Xochimilco, al igual que una certificación en arte renacentista cursado y obtenido en la Scuola Leonardo Da Vinci en Florencia, Italia. 
En 2020 fundó el Frente por el Crecimiento bajo la bandera de crear por primera vez en Mineral del Monte un grupo de contraloría social, el cual preside.
En 2021 fue postulado por el Partido Encuentro Solidario como candidato a Diputado Federal en el Distrito Electoral Federal 03 de Hidalgo con Cabecera en Actopan, convirtiéndose en el candidato a Diputado Federal por mayoría relativa más joven de la Elección Federal de México 2021. Al ser el candidato propietario más joven a un cargo de elección popular en 2021 se le considera el precursor de la participación política juvenil en Hidalgo. En dicha elección no resultó victorioso.
En una conferencia de prensa llevada a cabo el 31 de marzo de 2022, el senador de la República César Cravioto y la política hidalguense Simey Olvera Bautista anunciaron públicamente su adhesión a MORENA junto con la de otros actores políticos hidalguenses de cara a la elección de la Gubernatura en Hidalgo.

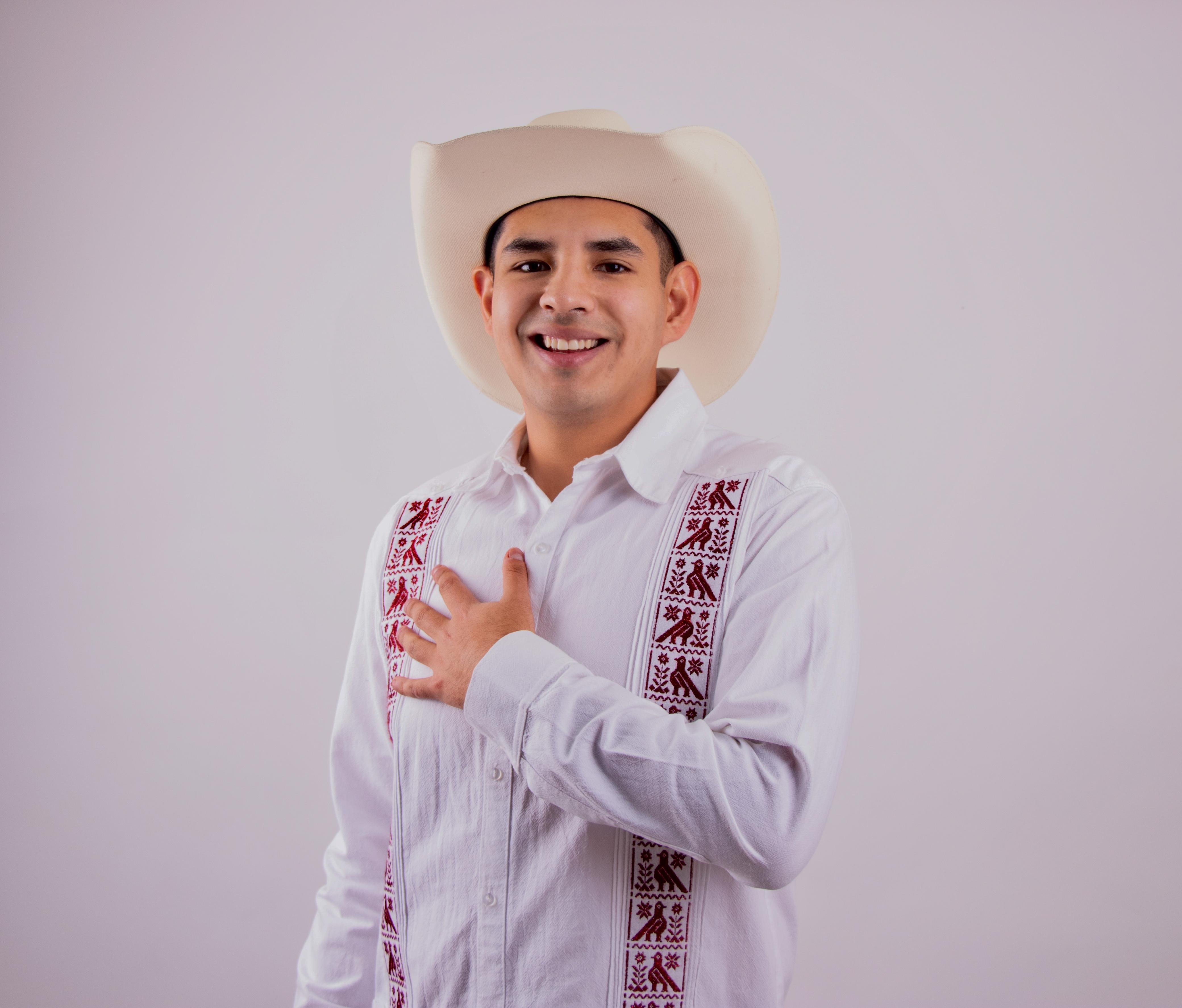

Tras el triunfo del morenista Julio Menchaca en las elecciones locales de 2022 y su ascensión al cargo de gobernador en septiembre de 2022, fue nombrado como Jefe del Departamento de Vinculación Social de la Secretaría de Turismo del Estado de Hidalgo en donde lidereó y coordinó la creación de más de 40 proyectos turísticos en todo el territorio hidalguense hasta su salida en junio de 2023.

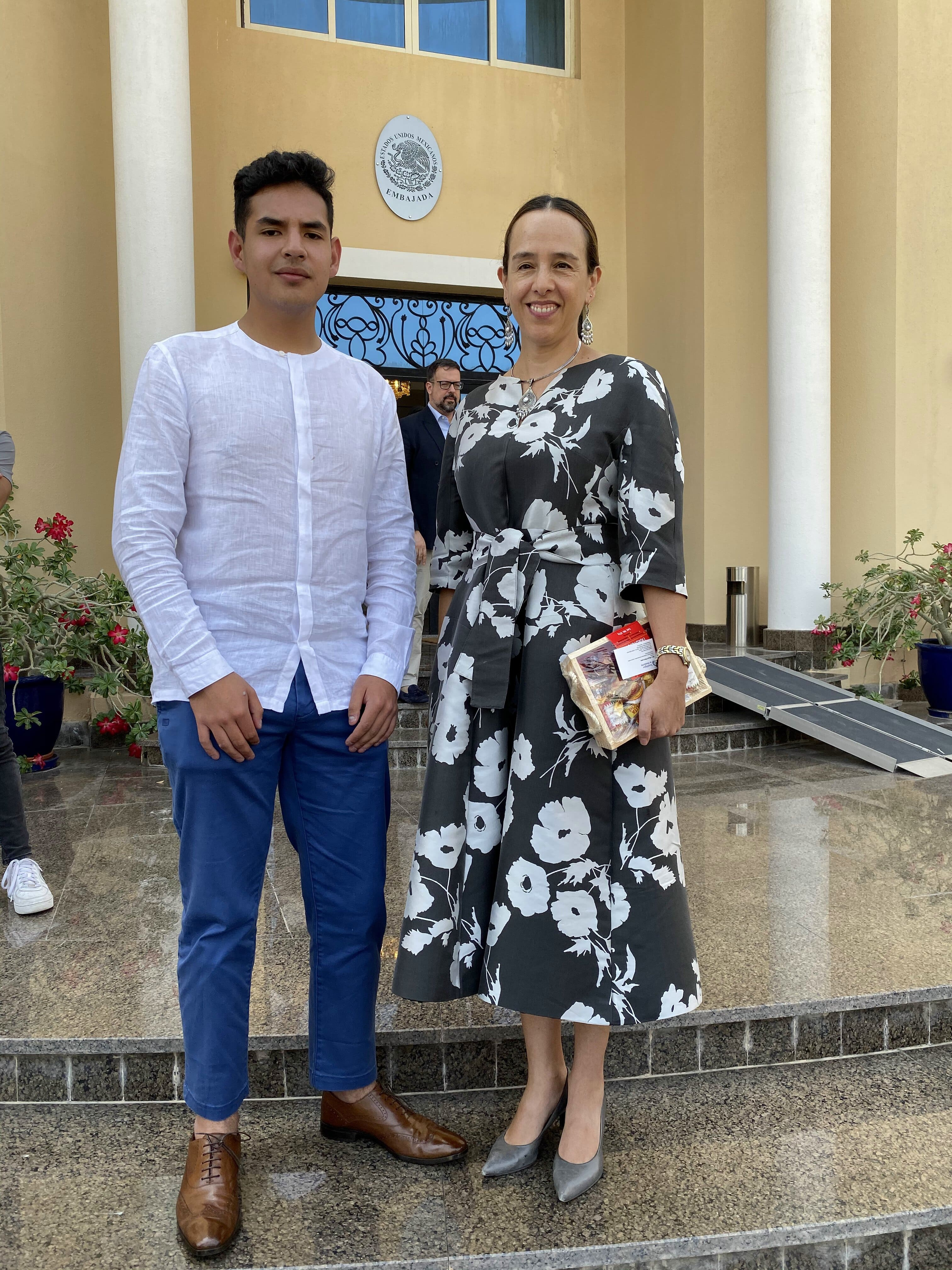
Encuentro entre la embajadora de México en Emiratos Árabes Unidos Francisca Méndez y Jorge Ordaz durante su visita en Abu Dabi.

## Campaña Política 2021
Por su ardua trayectoria a su corta edad, el Partido Encuentro Solidario decidió invitarlo para abanderar aquella elección. Tras aceptar la invitación como candidato del PES en el distrito 3 de Hidalgo, comenzó campaña el 4 de abril de 2021 en su municipio natal Mineral del Monte, convirtiéndose en el candidato de menor edad en participar por un puesto en el curul en San Lázaro de todo el país.
Su campaña se denominó bajo el nombre de El Presente de México, lema que se utilizaba en su discurso para aclarar que a los jóvenes siempre los habían catalogado como el futuro de México, aunque su participación en la vida pública había sido muy importante y que realmente ellos pertenecían al Presente, no al futuro.
La campaña tuvo un periodo de aproximadamente 2 meses, en donde se dedicó a hacer actos altruistas y visitar los 19 municipios que comprenden el distrito 3 de Hidalgo.